# Canal+ (francuska platforma cyfrowa)
Canal+ (dawniej Canalsat i Canal) – francuska telewizyjno-radiowa satelitarna platforma cyfrowa. Jest drugą co do wielkości platformą w Europie (po brytyjskiej Sky Digital (8 492 000). Obecnie posiada ok. 2 552 000 abonentów.

## Oferta programowa

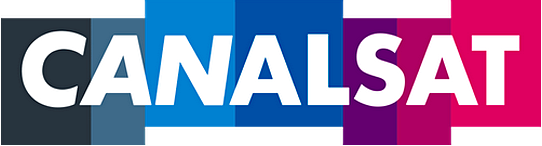
Dawne logo platformy

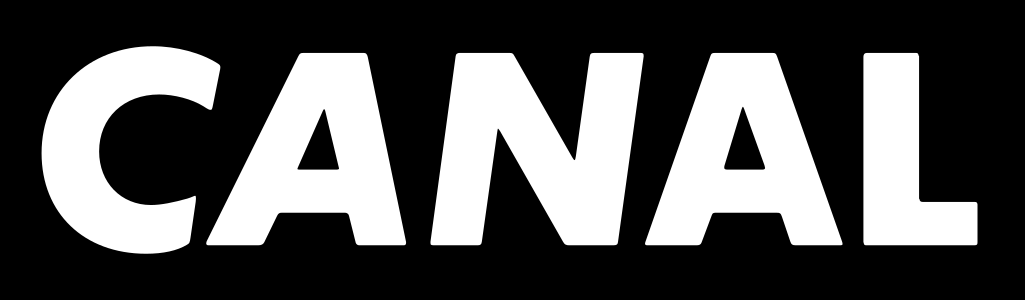
Dawne logo platformy

### Filmowe
- Ciné+ Premier
- Ciné+ Premier HD
- Ciné+ Émotion
- Ciné+ Émotion HD
- Ciné+ Famiz
- Ciné+ Frisson
- Ciné+ Frisson HD
- Ciné+ Star
- Ciné+ Club
- Ciné+ Classic
- TCM
- TCM HD
- Ciné Polar
- Ciné FX
- Action
- OCS Max
- OCS Max HD
- OCS Choc
- OCS Happy
- OCS Novo
- OCS Géants
- Disney Cinemagic
- Disney Cinemagic HD
- Disney Cinemagic +1

### Sportowe
- Sport+
- Eurosport
- Eurosport HD
- Infosport+
- L'Équipe 21
- Sport 365
- Equidia Live
- Equidia Life
- Eurosport 2
- Eurosport 2 HD
- ESPN Classic
- AB Moteurs
- Motors TV
- beIN Sport 1
- beIN Sport 1 HD
- beIN Sport 2
- beIN Sport 2 HD
- OM TV
- OLTV
- Onzeo
- Girondins TV
- Nautical Channel
- Extreme Sports Channel
- ESPN America
- Foot +
- Golf +
- Golf + HD

### Dzięciece
- Canal J
- Tiji
- Disney XD
- Disney XD HD
- Gulli
- Nickelodeon
- Nickelodeon Junior
- Disney Channel
- Disney Channel HD
- Disney Channel +1
- Disney Junior
- Disney Junior HD
- Cartoon Network
- Piwi+
- Teletoon+
- Teletoon +1
- Boomerang

### Rozrywkowe
- NT1
- TV5
- 13ème Rue
- 13ème Rue HD
- Comédie+
- AB1
- MTV
- Syfy
- Syfy HD
- Téva
- Téva HD
- Paris Première
- Paris Première HD
- Jimmy
- June
- RTL9
- D8
- D17
- France 4
- France O
- NRJ 12
- W9
- TMC
- TV Breizh
- MCM
- Non Stop People
- Mangas
- GameOne
- TV5 Monde
- E!
- Numéro 23
- Chérie 25 HD

### Dokumentalne
- Voyage
- Cuisine+
- Planète+
- Planète+ HD
- Planète+ Thalassa
- Planète+ No limit
- Planète+ Justice
- Discovery Channel
- National Geographic Channel
- National Geographic Channel HD
- Nat Geo Wild HD
- Histoire
- Discovery Channel
- Discovery Channel HD
- Discovery Science HD
- Animaux
- Maison+
- Seasons
- Escales
- Toute L'Histoire
- Encyclo
- Liberty TV
- RMC Decouverte
- 8 Mont Blanc
- Montagne TV
- Ushuaïa TV
- Ushuaïa TV HD

### Muzyczne
- MCM Top
- CStar Hits France
- Mezzo
- Mezzo Live HD
- RFM TV
- Trace Urban
- M6 Music HD
- M6 Music
- NRJ Hits
- Melody
- Deutsche Grammophon+

### Zagraniczne
- BBC World News
- CNN International
- Al Jazeera
- Al Jazeera English

### Publiczne
- TF1
- TF1 HD
- France 2
- France 2 HD
- France 3
- France 5
- M6
- M6 HD
- Arte
- Arte HD

### Informacyjne
- I-Télé
- LCI
- La Chaîne Météo
- Bloomberg TV
- LCP-Public Senat
- CNN
- CNBC
- Euronews
- BBC World News
- BFM TV
- BFM Business
- France 24

### Erotyczne
- Libido TV
- Frenchlover TV
- Private Spice
- XXL
- Pink TV
- Pink X

### Canal+ Pack
- Canal+
- Canal+ HD
- Canal+ Cinema
- Canal+ Cinema HD
- Canal+ Sport
- Canal+ Sport HD
- Canal+ Family
- Canal+ Family HD
- Canal+ Decale
- Canal+ Decale HD

### Kulturalne
- M6 Boutique La chaîne
- Best of Shopping
- Cash TV